# Langues luba
Les langues luba sont un groupe de langues bantoues parlées par les peuples luba principalement en République démocratique du Congo mais aussi en Angola et en Zambie.

## Classification
Jouni Maho organise le groupe des langues luba comme suit, (avec le code Guthrie et le code ISO 639-3 entre parenthèses) :
- groupe luba (L30)
  - luba-lulua (L31, lua)
    - luba-kasaï, tshiluba (L31a)
    - lulua, luluwa, luba occidental (L31b)

  - kanyoka (L32, kny)
  - luba-katanga, kiluba (L33, lub)
  - hemba, luba oriental (L34, hem)
  - zela (en), zeela, kizela (L331)[2]
  - sanga, garenganze, luba méridional (L35, sng)
  - kebwe (L301)

Harald Hammarström organise le groupe comme suit :
- groupe luba (L30)
  - (L31, lua) : luba-lulua, luba-kasaï (L31a, tshiluba, ciluba), luba occidental (L31b, lulua, luluwa, bena-lulua)
  - (L32, kny) : kanioka, kanyok, kanyoka
  - (L33, lub) : luba-katanga, kiluba, luba occidental, luba-shaba,
  - (L34, hem) : hemba (kiemba, kihemba), yazi (L202), zela (en) (L331, kizela, kimbote, mbote), luba oriental, luba-hemba, kebwe (L301)
  - (L35, sng) : sanga (kisanga), garengaze (garenganze), luba méridional, luba-sanga.

Les analyses lexicostatistiques de Bastin, Coupez et Mann de 1999 ou les travaux d’Ehret rapprochent d’autres langues bantoues au noyau du groupe de langues luba comme le kaonde (L42, kqn), le bangubangu de Mutingwa (L27, bnx), le songye, ou encore le nkoya pour Ehret, et rapprochent aussi un nombre de langues au hemba comme le bangubangu de Kabambare.